# Чернобаевка (Херсонская область)
Черноба́евка (укр. Чорнобаївка) — село в Херсонском районе Херсонской области Украины, административный центр Чернобаевской сельской общины. В Чернобаевке находится международный аэропорт Херсон.

## География
Чернобаевка расположена на юге Украины в пределах степной зоны на Причерноморской низменности Восточно-Европейской равнины. Населенный пункт находится в 8,3 км к северо-востоку от районного центра, в 10 км от областного центра. На северной окраине села находится железнодорожная станция Чернобаевка на линии Херсон — Николаев. Через Чернобаевку проходит автодорога E 58 Ростов-на-Дону — Одесса.

## Население
По данным на 2022 год население Чернобаевской общины (включающей ряд других сёл) — 15984 человека.
По старым данным на 2001 год в Чернобаевке проживало 9275 человек.

### Языковой состав
Родной язык населения по данным переписи 2001 года:
| Язык       | Численность, чел. | Доля     |
| ---------- | ----------------- | -------- |
| Украинский | 8 505             | 91,70 %  |
| Русский    | 680               | 7,33 %   |
| Другое     | 90                | 0,97 %   |
| Итого      | 9 275             | 100,00 % |

## История

### Основание и первые поселения
Чернобаевка была основана в конце XVIII века на землях Херсонской городской управы.
Историю возникновения связывают с запорожским сечевым казаком Петром Александровичем Чернобаем, которого Екатерина II за храбрость, проявленную в боевых походах против польской шляхты и турецких янычар, одарила небольшим земельным наделом вблизи Херсона, в районе Веревчиной балки.
В 1782 году вышел указ Екатерины II об отводе Херсону 40 000 десятин земли, а 18 августа 1782 года эти земли были официально разграничены: Херсону отошло 523,5 км², из них только 5,8 км были застроены. Соответственно, земли вдоль Веревчиной балки, формально принадлежавшие городу, были освоены херсонцами для постройки загородных домов и вдоль балки возникли хутора. И именно день отвода этих земель Херсона, 18 августа 1782 года, считают датой основания Чернобаевки.
По сословной принадлежности жители были мещанами. Они занимались сельским хозяйством, садоводством и огородничеством. Выгодное географическое расположение хуторов вблизи губернского центра способствовало развитию в них производства товарного зерна. В этой связи главное внимание обращалось на разведение скота.
Росла Чернобаевка медленно. Из документов Херсонского губернского земства известно, что в 1859 году село насчитывало 60 дворов, в которых проживало 239 человек. Основным заработком жителей было добывание известняка в карьерах Веревчиной балки. Никаких торговых предприятий, кроме винных магазинов, на хуторах того времени не было. Медицинское обслуживание находилось на низком уровне.
В 1902 году в Чернобаевке была открыта начальная школа, рассчитанная на небольшое количество детей.

### Советское время

#### 20-е года XX ст. — 1940 г.
В 1920 году создан Чернобаевский комитет неимущих крестьян, а позже ТОЗ — товарищество по совместной обработке земли «Добрая воля», с которого и началась история колхозной Чернобаевки.
В 1921 году избран единый Чернобаево-Гусаковский сельсовет, организован единый комитет неимущих крестьян. В 1922 году создано два сельсовета — Чернобаево-Гусаковский и Степановский, из которых до конца года образован один — Чернобаево-Степановский.
В 1925 году построен сельский клуб, организованы драматические и хоровые кружки, открылась изба-читальня, построена школа.
В 1930 году ТОЗ «Добрая воля» преобразован в сельхозпартиль «Красный Маяк». Первым её председателем избрали Федора Романовича Овчаренко. Колхоз насчитывал 150 лошадей, 35 однолемешных плугов, 28 бункеров, 11 сеялок, два десятка баран. В 1930 году в селе существовали ещё два колхоза — «Красная звезда» и «Интенсивник».
В 1932 году в колхозе появились первые тракторы. Первым колхозным трактористом стал Алексей Кириченко.
В 1932—1933 годах в селе был голод.
С 1937 года колхоз снова начинает возобновлять свою работу, закупает 6 грузовых автомобилей.
В 1940 году в селе насчитывалось 479 жилых домов. Работали новые магазины, почта, клуб. Возрос культурно-образовательный уровень трудящихся. Все дети школьного возраста учились в Чернобаевской школе-семилетке.

#### Великая Отечественная война
18 августа 1941 года немецкие войска заняли Чернобаевку. Были установлены высокие налоги на собственность крестьян.
С 1942 года начался массовый вывоз молодежи в Германию. За годы оккупации на принудительный труд было вывезено 242 человека.
14 марта 1944 года подразделения 295-й стрелковой дивизии СССР взяли под контроль Херсон и Чернобаевку. В бою погибли 52 солдата, они были похоронены в братской могиле в центре села. На могиле установлен памятник с именами погибших. Рядом — мемориальные стелы с фамилиями 130 односельчан, павших на фронтах Великой Отечественной войны. В армию были мобилизованы более 400 жителей Чернобаевки.

#### Послевоенный период
В 1950 году колхозы «Интенсивник», «Красный маяк» и «Красная Звезда» объединились в колхоз имени Кирова. За хозяйством было закреплено 5470 га земли, в том числе 4485 га пахотной земли, 474 га выпасов. Расположенный под городом Херсоном и связанный с ним автодорогой, колхоз специализировался на производстве и снабжении городского населения мясомолочных продуктов, овощей, винограда. О колхозе имени Кирова знали далеко за пределами области.
В 1954 году начала свою работу Чернобаевская санаторная общеобразовательная школа-интернат как школа-интернат для детей сирот.

#### Конец 1950-х — начало 1990-х
В 1957 году открыта линейная пассажирская станция «Чернобаевка» Херсонской диреции Одесской железной дороги на линии Николаев — Херсон. Станция расположена недалеко от села между станцией Херсон и разъездом Чеховичи.
В 1958 году за выдающиеся успехи в развитии хозяйства главу колхоза Иосифа Пионтковского удостоено звания Героя Социалистического Труда.
В 1963 году колхоз возглавил Дмитрий Моторный. В 1966 и 1986 годах он дважды был удостоен звания Герой Социалистического Труда.
В 1964 году построен Чернобаевский консервный завод. Местный мельничный комбинат производил муку, масло, крупы, комбикорма. Начал свою работу хлебопекарный цех комбината. Хозяйство колхоза поставлено на научную базу. Заслуженный агроном РСФСР П. И. Ломоносов, исследуя различные сорта озимой пшеницы, получил ученую степень кандидата сельскохозяйственных наук.
Исследовательской работой занимался главный зоотехник колхоза Чернобаевки И. Е. Григорьевич, которому присвоено звание заслуженного зоотехника РСФСР. Под руководством главного инженера П. Н. Васильева колхозные умельцы изготовляли устройства к машинам. Ими сделан роторный гноеразбрасыватель, значительно повысивший производительность труда.
Известный в области ещё с довоенных лет работник Чернобаевского колхоза бригадир-овощевод А. И. Данник разработал научные нормы внесения удобрений, режим поливов, сроки высадки рассады и её прорывки. Его метод позволил получить высокие урожаи овощей даже при неблагоприятных погодных условиях. В 1966 году за плодотворную исследовательскую работу А. И. Данника удостоено звания Героя Социалистического Труда.
В 1976 году Белозерский районный совет на базе школы-интерната для детей сирот, созданной в 1954 году, основал учебно-лечебное заведение, главное назначение которого было лечение сколиотической болезни.
В 1980—1990 годах валовое производство сельхозпродукции уменьшилось. Главная причина — на оросительные земли подавалось вдвое меньше воды.

### Независимая Украина

#### Конец XX — начало XXI столетия
С 1991 года меняется форма собственности, ослабляется контроль за использованием земель, что приводит к нарушению границ землеустройства и севооборотов. Это становится причиной понижения плодородия земли. 
В начале 2000 года на базе колхоза имени Кирова создан частно-арендный кооператив «Заря». Председателем совета кооператива остается дважды Герой Социалистического Труда, кавалер ордена князя Ярослава Мудрого Дмитрий Константинович Моторный. Основное направление деятельности кооператива: выращивание зерновых культур, бобовых культур и семян масличных культур; разведение крупного рогатого скота молочных пород; производство хлеба и хлебобулочных изделий; производство растительного масла, муки и крупяной продукции.
Для обеспечения потребностей населения на территории села есть заведения общественного питания (ресторанного хозяйства), парикмахерские, пункты по изготовлению и установке мебели, металлопластиковых изделий, мастерская по ремонту обуви, ателье по пошиву и ремонту одежды, предприятия по изготовлению бетонных и металлических изделий, АЗС, СТО, автостоянка, предприятия розничной торговли.
В 2004 году согласно приказу Управления образования и науки областной государственной администрации № 248 от 1.09.2004 учебно-лечебная школа-интернат переименована в Чернобаевскую санаторную общеобразовательную школу-интернат I—III степеней Херсонского областного совета.
С 30 мая 2005 года в селе централизованно осуществляется вывоз мусора.
С 15 апреля 2009 года решением сельского совета основана Чернобаевская сельская газета «Черным по белому».
В 2011 году решением сельского совета была утверждена символика территориальной громады села, а именно флаг, герб и гимн.
В 2012 году сельским советом основан областной песенный фестиваль-конкурс «Объединяем ритмы сердец».
В 2013 году в селе был построен храм Свято-казанской иконы Божией Матери.
В 2020 году была образована Чернобаевская сельская община, административным центром которой стала Чернобаевка. В общину входят сёла Барвинок, Благодатное, Зелёный Гай, Киселевка, Клапая, Крутой Яр, Посад-Покровское, Солдатское, Чернобаевка, и посёлок Копани.

#### Вторжение России в Украину (с 2022)
Утром 24 февраля 2022 года Россией был нанесён ракетный удар по международному аэропорту «Херсон», который располагается на окраине Чернобаевки.
26 февраля, по данным Минобороны России, Вооруженные силы РФ взяли под контроль аэродром в Чернобаевке.
В начале марта Чернобаевка была оккупирована российской армией.
Во время вторжения России на Украину в 2022 году под Чернобаевкой шли бои, в ходе которых украинская армия нанесла по российской ряд ударов один за другим, уничтожая её самолёты и вертолёты. После этого слово «Чернобаевка» стало мемом, означающим место, куда легко попасть и откуда трудно выбраться, а также повторение ошибок. В свою очередь, в марте 2022 года музыкант Jalsomino выпустил композицию «Чорнобаївка».
2 мая в 7 часов утра военными РФ было захвачено помещение Чернобаевского сельского совета. Сорван государственный флаг Украины, сломаны замки в служебных кабинетах и сейфах, проведен обыск, работники не допущены к рабочим местам, вывешен российский флаг. Военные РФ задержали главу села Игоря Дударя, а также из помещения сельсовета был похищен заместитель сельского главы Евгений Родионов.
Незаконными властями Херсонской области был создан оккупационный орган власти военно-гражданская администрация Чернобаевки, которую 7 мая года возглавил Юрий Турулёв. Заместителем главы ВГА стал Олег Орусь.
14 мая жена заместителя сельского главы Чернобаевки Евгения Родионова сообщила о его освобождении из плена военных РФ.
22 июня, по словам представителей ВГА Чернобаевки, было совершено покушение на главу оккупационной администрации села Юрия Турулева, в результате чего, он получил легкие ранения.
10 июля Алексей Арестович заявил, что прошлым днём Вооружённые силы Украины нанесли 26-й по счёту удар по позициям ВС РФ в Чернобаевке. По его словам, в результате ракетного удара, в селе были уничтожены 12 старших российских офицеров.
20 сентября глава ВГА Чернобаевки в своём видеообращении обратился к оккупационным властям Херсонской области с просьбой о проведении референдума о вхождении в состав РФ.
С 23 по 27 сентября оккупационными властями в Чернобаевке был проведён референдум о вхождении в состав РФ.
30 сентября, на основании незаконного референдума, была объявлена аннексия Россией всей Херсонской области, включая Чернобаевку.
По состоянию на 18 октября, в детском саду № 2 воспитывались всего 7 детей.
27 октября указом президента Украины Владимира Зеленского была создана Чернобаевская сельская военная администрация.
Вечером 10 ноября подразделениями ВСУ село было освобождено от оккупации.

## Геральдика
Герб Чернобаевки — официальный символ села, утвержденный решением Чернобаевского сельского совета от 21.09.2011 № 147, после проведения конкурса на символику территориальной общины села.

## Памятники
| Название                                           | Дата установления | Краткие сведения                  | Изображение |
| Братские могилы воинов Советской Армии             | 1954 год          | Основные размеры: высота — 4,20 м |             |
| Могила Героя Социалистического Труда А. И. Данника | 1979 год          | Основные размеры: высота — 2,45 м |             |
| Памятный знак в честь 40-летия Победы (МиГ-19)     | 1985 год          | Основные размеры: высота — 12 м   |             |
| Памятник Ю. А. Гагарину                            | 1976 год          | Основные размеры: высота — 3,80 м |             |
| Памятник Т. Г. Шевченко                            | 9 марта 2014 года | Основные размеры: высота — 2,8 м  |             |
| Памятник В. И. Ленину                              | 1987 год          | Основные размеры: высота — 9,42 м |             |

## Известные уроженцы
- Кириченко Алексей Илларионович (1908—1975) — советский партийный и государственный деятель.
- Моторный, Дмитрий Константинович (1927—2018) — советский и украинский новатор сельскохозяйственного производства, дважды Герой Социалистического Труда (1966, 1986). Герой Украины (2002).